# Fissidens plurisetus
Fissidens plurisetus är en bladmossart som beskrevs av E. B. Bartram in B. Willis 1939. Fissidens plurisetus ingår i släktet fickmossor, och familjen Fissidentaceae. Inga underarter finns listade i Catalogue of Life.